# El nuevo amigo de Bart
El nuevo amigo de Bart, llamado Bart's New Friend en su versión original, es un episodio perteneciente a la vigesimosexta temporada de la serie animada Los Simpson, emitido originalmente el 18 de enero de 2015 en EE. UU. El episodio fue escrito por Judd Apatow y dirigido por Bob Anderson.

## Sinopsis
Homer se entera de que su co-inspector de seguridad Don Bookner del Sector 7G se retira, lo que significa que tendrá que realizar el trabajo él mismo. Se pone bajo presión y es incapaz de tomar un descanso. Marge sugiere a la familia ir a un circo. Incluso allí Homer todavía no puede divertirse y hasta da un puñetazo a un payaso que intenta engañarlo. Bart sugiere que podrían ver al hipnotizador. El hipnotizador Sven Golly hace que Homer crea tener 10 años antes de evadir al Jefe Wiggum cuando se revela que el hipnotizador es un criminal. En el hospital, el Dr. Hibbert explica que la única manera de traer de vuelta a Homer es contactándose nuevamente con Sven Golly.  
Esto obliga a Bart a compartir su habitación con Homer, y se sorprende cuando el nuevo Homer dice que cuando él crezca no va a tener un trabajo o una familia. Bart hace a Homer su nuevo mejor amigo y cómplice, consternando a Milhouse. Por otro lado, Marge comienza a perder a su marido, a pesar de que sus hijos se divierten con él: Lisa tiene un concierto con él y Bart evade matones debido a la protección de Homer. El Jefe Wiggum finalmente logra capturar a Sven Golly y planea traerlo de vuelta, pero él y Marge descubren que Homer y Bart salieron de la casa y se fueron corriendo a Itchy & Scratchy Land.
Homer es finalmente capturado y debate entre su amor por Marge y su nuevo vínculo con Bart. Elige la primera opción y se despide de su mejor amigo, aconsejándole que tenga 10 años de edad para siempre. Sven Golly entonces trae a Homer y vuelve a ser el mismo, pero antes de que Marge pueda explicarle lo que le pasó, él asume que la razón de su presencia en Itchy & Scratchy Land era porque estaba ebrio y pide perdón, y Marge se pone de acuerdo. Al final de este episodio, Homer le confiesa a Bart que él tenía un amigo especial como un niño, pero no puede recordar quién es. También decide no estrangularlo una y otra vez ya que quiere empezar una nueva etapa con él. A continuación, se revela que Marge preguntó a Sven Golly como hacer que Homer sea más cariñoso. Más tarde, en una celda especialmente hecha, se revela que Sven Golly logró hipnotizar a Wiggum haciéndole pensar que él era el verdadero prisionero, quedándose encerrado en la celda antes de ser visitado por Loki.

## Producción

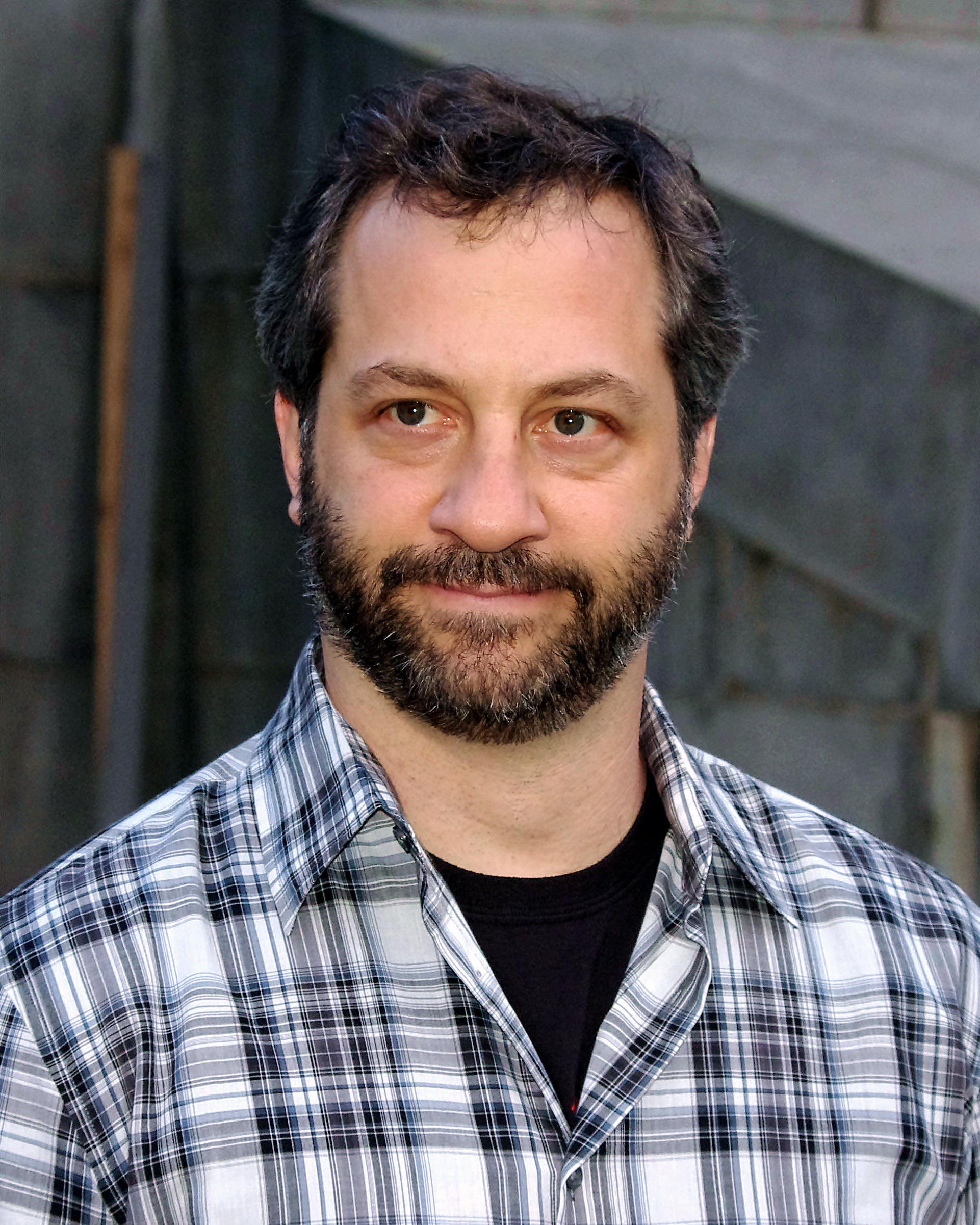
Judd Apatow escribió el episodio, basándose en un spec script que había escrito en 1990

Bart's New Friend fue escrito por Judd Apatow, más conocido por películas como Bridesmaids y Virgen a los 40. El episodio se originó como un spec script que Apatow había escrito cuando tenía 22 años, en el estilo de los primeros episodios de la serie. En una entrevista con TVGuide.com, Apatow ha explicado: «También escribí un guion de especificaciones para la gran Chris Elliott y su espectáculo Búscate la vida. Al menos me trajeron a una reunión, pero que tampoco condujo a ningún trabajo. Entonces, después de tantos años, Al Jean llama y dice, 'Hey, vamos a hacerlo ahora!'».